# Ivo Ergović
Ivo Ergović est un footballeur international croate né le 24 décembre 1967.

## Palmarès
- Vainqueur de la Coupe de Croatie en 1999.